# Renk
Renk is een stad in de staat Upper Nile in het noordoosten van Zuid-Soedan. In 2008 telde de stad 69.079 inwoners.
Renk ligt zo'n 790 kilometer ten noorden van de hoofdstad Juba en nabij de grens met Soedan. Een weg die deels parallel loopt aan de Witte Nijl verbindt de stad in het noorden met Kosti en Rabak in Soedan en in het zuidwesten met Malakal. Nabij Renk ligt een vliegveld. 
De economie van Renk en omgeving bestaat hoofdzakelijk uit landbouw en nomadische veeteelt. Met name Arabische gom en  sorgo worden er geproduceerd. Seismologische studies hebben aangetoond dat er aardolievelden aanwezig zijn in de omgeving van Renk.